# 1719
1719 (MDCCXIX) var ett normalår som började en söndag i den gregorianska kalendern och ett normalår som började en torsdag i den julianska kalendern.

## Händelser

### Januari
- 1 januari – De svenska karolinersoldaterna i Trondheim, under Carl Gustaf Armfeldts befäl, inleder sin ödesdigra marsch över fjällen, där flera tusen av dem fryser ihjäl i den kyla och snöstorm som drabbar dem. De första soldaterna når byn Handöl i Jämtland den 3 januari, de sista den 13 januari.
- 23 januari
  - Riksdagen underkänner Ulrika Eleonoras arvsrätt men hon väljs ändå till regerande drottning av Sverige sedan hon har godkänt den parlamentariska författningen.
  - Furstendömet Liechtenstein skapas genom en sammanslagning av Vaduz och Schellenberg.[2]
- 27 januari – Karl XII:s liktåg anländer till Karlbergs slott utanför Stockholm.

### Februari
- 19 februari
  - Ulrika Eleonora skriver under den nya svenska regeringsformen.
  - Georg Heinrich von Görtz avrättas vid Skanstull i Stockholm.
- 21 februari – Den nya svenska regeringsformen träder i kraft. Grundlagsbegreppet införs och kungens, rådets och riksdagens maktbefogenheter fastställs i detalj. Riksdagen, som hädanefter sammanträder vart tredje år, får hela lagstiftnings- och beskattningsmakten samt visst inflytande över rådets sammansättning. Regenten, som inom rådet erhåller två röster, är enligt den nya regeringsformen bunden av riksdagens beslut.
- 26 februari – Karl XII begravs i Riddarholmskyrkan i Stockholm.

### Mars
- 17 mars – Ulrika Eleonora kröns.

### April
- 10 april – Arvid Horn avgår som svensk kanslipresident.
- 23 april – En kunglig förordning utfärdas om att de svenska nödmynten skall samlas in 1–8 juni samma år och inlösas till halva värdet.
- 25 april – Romanen Robinson Crusoe publiceras.

### Maj
- 14 maj – I Louisiana intar Bienville, från Mobile staden Pensacola i kriget mot Spanien, innan staden återerövras av spanjorerna för att därefter återigen erövras av Bienville.[3]
- 15 maj – Gustav Cronhielm blir ny svensk kanslipresident.

### Juni
- 1 juni – De svenska nödmynten börjar samlas in.

### Juli
- 2–5 juli – Södermalmsupploppet äger rum.
- Juli–augusti – Ryska flottan härjar de svenska kusterna.
- 24 juli – Nyköping bränns av en rysk galärflotta.
- 25 juli – Ryssarna skövlar Lövsta järnbruk i Uppland.
- 30 juli – Ryssarna bränner ner Norrköping.

### Augusti
- 13 augusti – Ett ryskt anfall mot Stockholm avvärjs vid Stäket redutt av sörmlänningarna under överste Rutger Fuchs.
- 19 augusti – Norrtälje bränns ner av ryssarna.
- 23 augusti – Skara drabbas av en stadsbrand.[4]

### Oktober
- 1 oktober – Karlstad drabbas av en stadsbrand.[4]
- 28 oktober – Stillestånd sluts mellan Sverige och Danmark.

### November
- 9 november – Fred sluts mellan Sverige och Hannover i Stockholm varvid Bremen och Verden avträds.

### December
- 12 december – Då Gustaf Cronhielm avgår som Sveriges kanslipresident efterträds han tillfälligt på posten av Johan August Meijerfeldt den äldre, som blir tillförordnad kanslipresident till följande vår.

## Födda
- 17 januari – William Vernon, amerikansk affärsman.
- 5 april – Axel von Fersen d.ä., greve, riksråd, fältmarskalk, ledamot av Svenska Akademien.
- 24 oktober – Jakob Gadolin, biskop, vetenskapsman och politiker.
- 17 november – Marie Marguerite Bihéron, fransk anatomiker.

## Avlidna
- 19 februari – Georg Heinrich von Görtz, friherre och minister.
- 23 februari – Bartholomäus Ziegenbalg, tysk missionär.
- 7 april – Elias Palmskiöld, svensk arkivari och samlare; arkivsekreterare i Riksarkivet.
- 15 april – Françoise d'Aubigné de Maintenon, politiskt aktiv fransk markisinna.
- 3 maj – Pierre Legros d.y., fransk barockskulptör.
- 8 juni – Rafi ad Daradjat, indisk stormogul 1719.
- 6 september – Carlo Cignani, italiensk målare.
- 7 september – Djahan II, indisk stormogul 1719.
- 31 december – John Flamsteed, brittisk astronom.

### Fotnoter
1. ↑  ”1719 Julian calendar / Old style - New style synoptical reference” (på engelska). 5ko.free.fr. http://5ko.free.fr/en/jul.php?y=1719. Läst 15 januari 2017.
2. ↑  ”World Statesmen”. http://www.worldstatesmen.org/Liechtenstein.htm.
3. ↑  "Le Moyne de Bienville, Jean-Baptiste", University of Toronto, 2000, webpage: biog-ca-Bienville.
4. 1 2  ”Värmlands brandhistoriska klubb”. Arkiverad från originalet den 12 oktober 2011. https://www.webcitation.org/62NB7kO36?url=http://www.brandhistoriska.org/olyckor_se.html. Läst 25 mars 2011.